# Balázs Árpád (zeneszerző)
Balázs Árpád (Szentes, 1937. október 1. –) magyar zeneszerző. Az Európai Tudományos és Művészeti Akadémia rendes tagja, a Magyar Fúvószenei és Mazsorett Szövetség alapító és örökös elnöke.

## Élete

### Családja
Szülei Balázs András (1913–1992) tanár, karnagy és Molnár Ilona (1916–2009) voltak. 1971-ben házasságot kötött Malovecz Ágnessel. Egy fiuk született; Ádám (1973).

### Tanulmányai
A budapesti Liszt Ferenc Zeneművészeti Főiskolán 1959-től Farkas Ferencnél tanult zeneszerzést, ahol 1964-ben szerzett diplomát. 1967-ben a Moszkvai Konzervatóriumban Aram Hacsaturján mesteriskoláján képezte tovább magát. 1970-ben római ösztöndíjasként Goffredo Petrassi óráit látogatta az Accademia di Santa Cecilián.

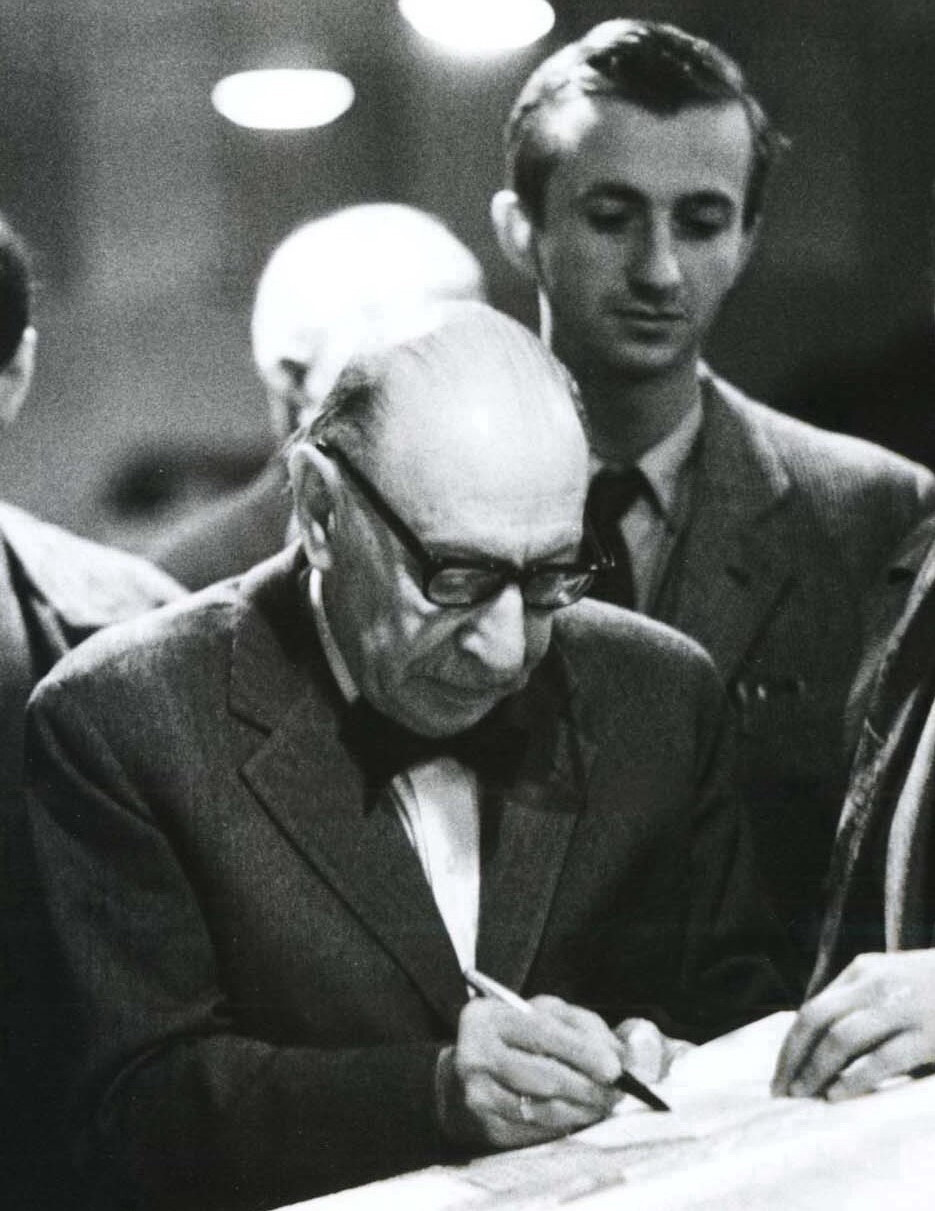
Igor Stravinsky kottás emléksorokat ír Balázs Árpádnak a Petruska főtémájával (1963)

### Szerepvállalása a művészeti közéletben, zenei ismeretterjesztésben
1973–1990 között a Magyar Zeneművészek Szövetségének szakosztályvezetője, elnökségi tag. 1985-től 1990-ig a KÓTA alelnökeként tevékenykedett.
1990-1999 között a Magyar Fúvószenei Szövetség alapító elnöke, 1999 óta örökös elnök. 1989–1999 között a Zenei Szervezetek Világszövetségének magyar szekcióját vezette. 
1996-ban tizennégy rangos alkotóval megalakította a Magyar Művészeti Műhely társaságot.
1978-tól három éven át írta s vezette a Magyar Televízió nagysikerű zenei műsorsorozatát, a Hangoskodót.
Húsz esztendőn keresztül irányította az országos gyermekzenekari fesztiválok szakmai előkészítését és lebonyolítását. A rendezvények zsűrizésén túl, új vonós- és fúvószenekari művekkel gazdagította az ifjúsági repertoárt.
2002-ben az Európai Tudományos és Művészeti Akadémia rendes tagjává választották Salzburgban. Az érseki palotában elhangzott laudáció emlékeztetett egykori tanára, Farkas Ferenc korábbi szavaira:
... a divatos áramlatok múló szeszélyeit már növendék korában is gondosan elkerülte. Hű maradt ahhoz a nemes magyar hagyományhoz, melynek első mestere Kodály Zoltán volt... Ami más, ugyancsak népszerű szerzőktől megkülönbözteti, az a műgond, az ízlés és a minden népszerűség mellett is mindig megnyilvánuló művészi igény.
Prof. Dr. Eugen Brixel, a zene világának nagyhírű nemzetközi szaktekintélye, Balázs Árpádról írott tanulmányában „káprázatos sokoldalúságát” emeli ki, „alkotóerejét és stílusának pregnáns” voltát, mint olyan tulajdonságokat, melyek „a zeneszerző számára, hazájának határain túl is, megérdemelt elismerést biztosítanak”.

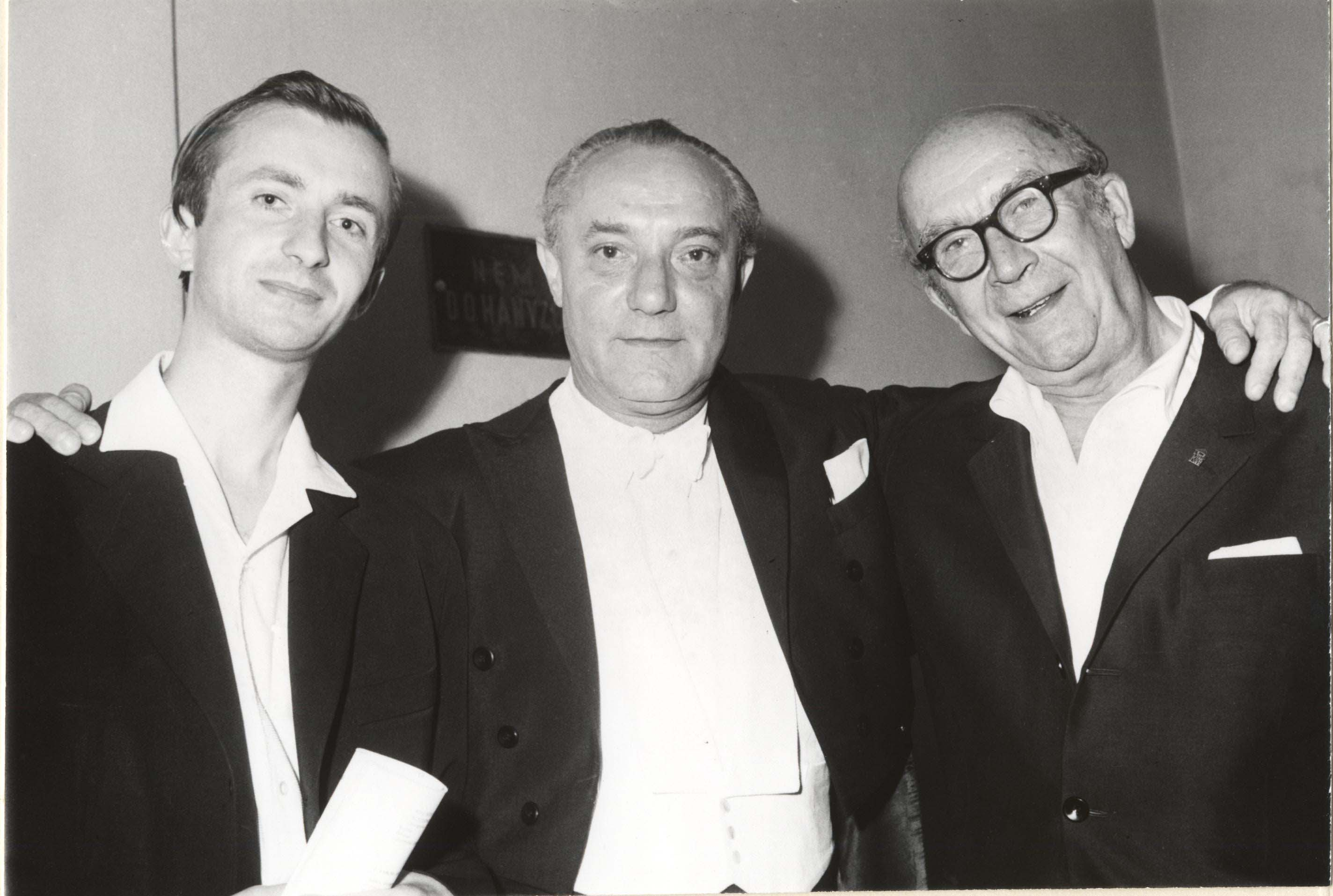
Balázs Árpád szerzői estje után Ferencsik János és Vásárhelyi Zoltán Kossuth-díjas karnagyokkal (1972)

### Róla nevezték el
- Kiskunfélegyházi Balázs Árpád Alapfokú Művészeti Iskola (2019. szeptember 1-től)[23][24]

## Művei
Írt hét zenés színpadi művet, négy oratóriumot, tizenöt kantátát, huszonnégy zenekari darabot, mintegy kétszáz kórusművet, hangszerszólókat, kamaraműveket, filmzenéket, (köztük a világjáró A kockásfülű nyúl című rajzfilmsorozathoz), színpadi kísérőzenéket, népdalfeldolgozásokat és pedagógiai jellegű darabokat, valamint három zenei témájú könyvet. Memoárkötete, a félezer oldalas Válogatott életeim 2012 szeptemberében jelent meg.
Öt önálló szerzői lemezen s további félszáz hazai és külhoni hanghordozón hallhatók alkotásai. Számtalan rádió- és televízió felvétel készült műveiből. Az Editio Musica Budapest Zeneműkiadó mellett több külföldi kiadó is megjelentette darabjait, olyan patinás cégek, mint a Boosey and Hawkes (London-New York), az Edizioni Suvini Zerboni (Milano), a Shawnes Press Inc. (Pennsylvania, USA), a W. I. B. C. Publishing (Ashland, USA), a Hal Leonard Corp., Milwaukee, Wisconsin, USA), a kievi Muzicsna Ukraina, a moszkvai Izdatelsztvo Muzika, a lettországi „Liesma”, vagy a dán Musikhojskolens Forlag.
Több mint ötven díjat nyert alkotásaival hazai és nemzetközi versenyeken. Kiemelkedik a Rádió és Televízió Társaságok Nemzetközi Szervezete által meghirdetett szerzői versenyeken elnyert tíz első díja, többek között Budapesten, Prágában, Karlovy Varyban, Helsinkiben, Berlinben, Moszkvában és Szófiában.
A Szigligeti Alkotóházban Nemes Nagy Ágnessel közösen írt kórusműve, a Bodzavirág, Deák Kristóf Mindenki című Oscar-díjas filmjének vezérdala, egyben végefőcím-zenéje lett.

### Főbb zeneművek időrendben

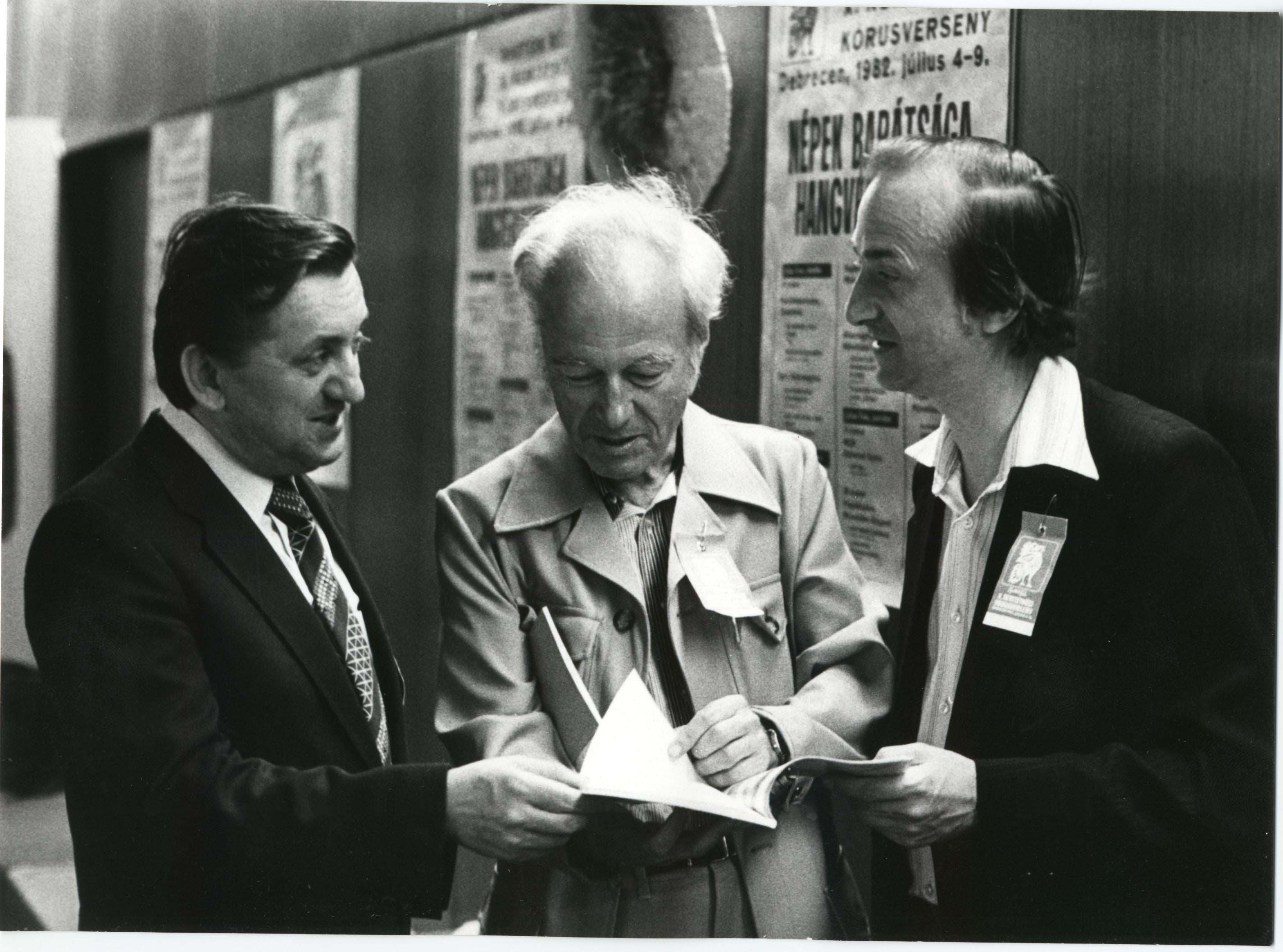
Szokolay Sándor, ifj. Bartók Béla és Balázs Árpád Debrecenben a X. Nemzetközi Bartók Béla Kórusfesztiválon (1982)

Az összefoglaló a Szerző 2012-ben megjelent Válogatott életeim című művének Függeléke alapján készült.
- Szerenád fúvósötösre (diplomamunka, 1961)
- A szerelem szárnyai – oratórium 15–17. századi magyar versekre (diplomamunka 1963-1964)
- Két vegyeskar Lődi Ferenc verseire (diplomamunka, 1964)
- Madrigaleszk – női karra és kamaraegyüttesre (1965)
- Tavaszlesen – gyermekkantáta 20. századi magyar költők verseire (1965)
- Musica piccola – szvit koncert fúvószenekarra (1966, rev. 1981)
- Memento – szvit vegyeskarra öt tételben (1967–1970)
- Virágim, virágim, 1967, rev. 1975
- Carmina Pannoniae – szvit nőikarra és hárfára, Janus Pannonius verseire (1968)
- Csillagzene – szvit Weöres Sándor verseire, vegyeskarra (1968)
- Magyar! Hajnal hasad – vegyeskar Csokonai Vitéz Mihály versére (1969)
- Három vegyeskar Juhász Gyula verseire (1971)
- 14 könnyű zongoradarab (1973)
- Éneklő Európa – hét kórusmű európai klasszikusok (Villon, Burns, Goethe, Heine, Puskin, Sevcsenko, Verlaine) verseire (1973)
- Clamor pro Béla Bartók (Kiáltás Bartók Béláért) – vegyeskar Horatius szavaira (1973)
- Négy őszi vázlat – Arany János, Váci Mihály, Vasvári István és Simon István verseire (1973)
- A Tél lebírása – kantáta Illyés Gyula verseire (1974)
- Táncra, muzsikára – a Magyar Állami Népi Együttes egész estés műsora (1974 Koreográfus: Rábai Miklós és Létai Dezső)
- Engedetlen szeretők – zenés komédia Padisák Mihály és Hajnal István szövegére (1974, Artisjus)
- Mi, szemüvegesek – zenés játék Fehér Klára és Tarbay Ede szövegére (1974, Artisjus)
- II. Rákóczi Ferenc – zenés játék Száraz György szövegkönyvére, Baranyi Ferenc verseivel (1975, Artisjus)
- Kunsági betyárdalok – népdalkantáta (1974, rev. 2002)
- Rózsatánc – szvit női karra, Csanádi Imre versére és népi szövegekre (1975)
- A kockásfülű nyúl – Rajzfilmsorozat filmzene (1975–1978)
- Kis zenei ABC – négyszólamú gyermekkar Balázs Árpád szövegére (1976)
- Három gyermekkar Pinczési Judit verseire (1977)
- Dzsomárt szőnyege – zenés játék Rosal Tazhibaev szövegkönyvére (fordította Juhász István), Gyárfás Endre magyar verseivel (1978, Artisjus)
- Nyakigláb, Csupaháj, Málészáj – zenés mesejáték Köves József szövegére, Baranyi Ferenc verseivel (1978, Artisjus)
- Héjariasztó – hét gyermekkar Hajdú-Bihar megyei mondókák nyomán (1979)
- Szvit fuvolára és zongorára (1979)
- Négy kép – koncert fúvószenekarra (1981, rev. 2011)
- Szabad változatok egy népdaltémára – fúvósötös (1982)
- Előjáték – koncert fúvószenekarra (1983)
- Fanfárverbunk – koncert fúvószenekarra (1985)
- Magyar rondó – koncert fúvószenekarra (1988, rev. 2012)
- Concertino – koncert fúvószenekarra (1992)
- Régi magyar táncok Gömörből – koncert fúvószenekarra (1993, rev. 2011)
- Kuruc képek – tárogatóra és koncert fúvószenekarra, 1994–1996
- Ünnepi jeladás – rézfúvósötös (1996 rev. 2017)
- Szülőföldemen – kantáta Petőfi Sándor versére (1997)
- Nec arte, nec marte! – Komáromi ének-, oratórium 19. századi versekre (1999)
- Bevezetés és Fúga G-ben – orgonára (2000)
- Rapszódia – cimbalomra és koncert fúvószenekarra (2001)
- Memoriam ad maiorum! – Emlékezzünk régiekről! – oratórium, 2005 19. és 20. századi szövegtöredékekre[37]
- Csillagzene – szvit Weöres Sándor verseire, vegyeskarra
- Vádoló múltunk – kamaraopera Baranyi Ferenc szövegkönyvére (2010–2011)[38]
- Promenád – klasszikus variációk koncert fúvószenekarra, 2012
- Carmina mundi – kétszólamú egyneműkari sorozat, népek dalai nyomán, 2012
- 20 bagatell – két klarinétra (2012)
- Kockásfülű muzsika – szvit koncert fúvószenekarra (2013)
- Három motetta – középkori latin szövegekre, vegyeskar (2000–2015)
- Tejhatalom – daljáték Csukás István szövegkönyvére (2016)
- Mesenóták – gyermekkari szvit magyar mondókákra, nyelvtörőkre zongorával (2016)
- Él a nemzet! – kórusfreskó Berzsenyi Dániel soraira, Kodály Zoltán előtt tisztelegve, egynemű- és vegyeskarra, zenekari/kamaraegyüttes/v. zongorakísérettel (2016–2017)
- Tündérszárnyú szerelem – kantáta régizene együttesre szoprán és alt szólistával (2017)
- Gyász és vigasz – két tétel orgonára (2017)

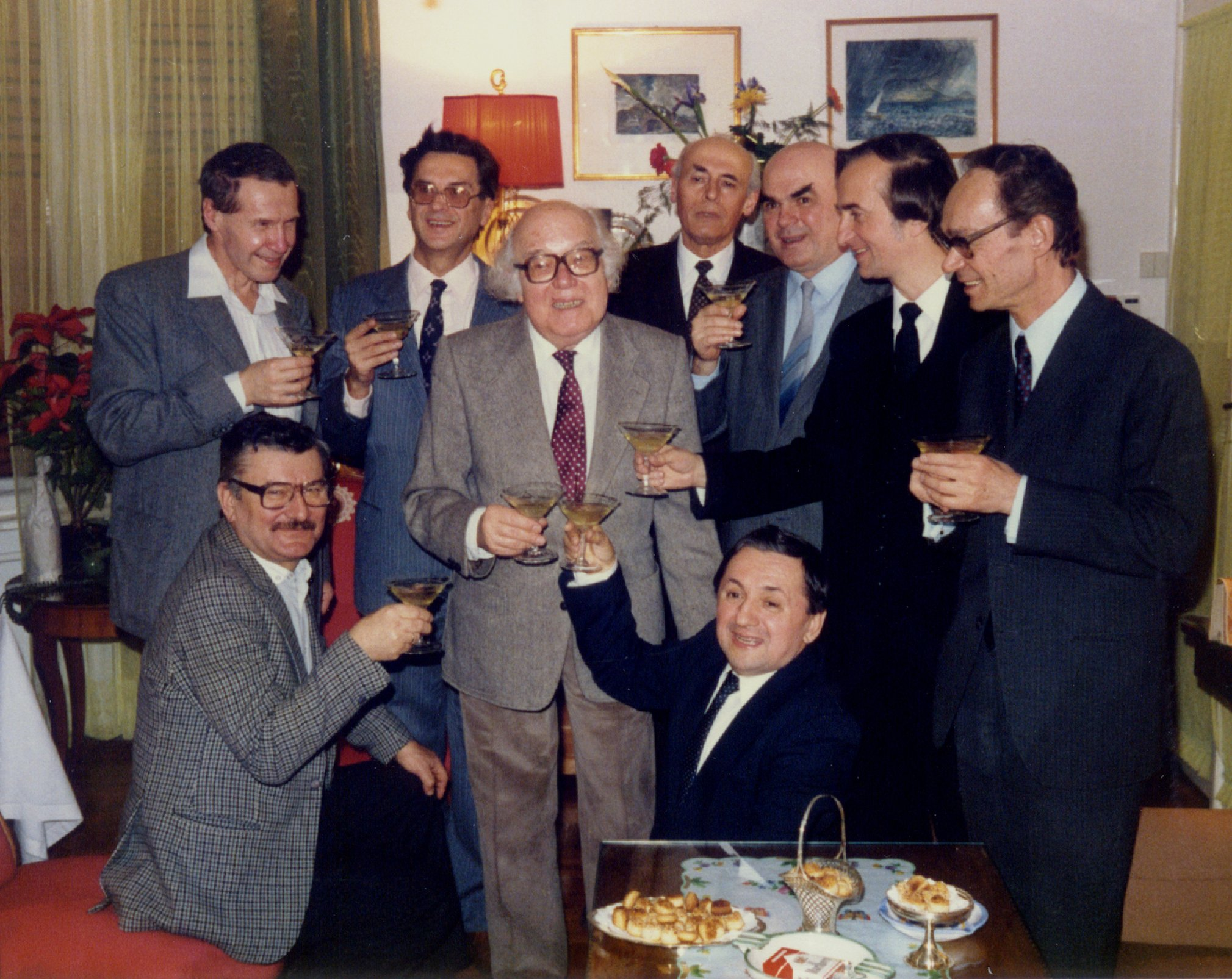
Farkas Ferenc tanár úr a tanítványai között a 80. születésnapján. Ülnek: Petrovics Emil és Szokolay Sándor. Állnak: Kurtág György, Durkó Zsolt, Dalos László, Kocsár Miklós, Balázs Árpád és Kalmár László (1985)

### Könyvek
- Zenelesen (1985)
- Kis zenei ábécé (1987)
- Csontfurulya, madársíp (1988)
- Válogatott életeim. Egy zeneszerző emlékeiből. Család, művek, utazások, pályatársak; Argumentum–Városi Könyvtár, Bp.–Szentes, 2012

## Díjak, elismerések
- SZOT-díj (1969)
- Erkel Ferenc-díj (1970)
- Érdemes művész (1981)
- Szentes díszpolgára (1988)
- Köztársasági Elnöki Aranyérem (2000)
- MSZOSZ-díj (2001)
- Pro urbe Komárom (2001)
- Letenye díszpolgára (2001)
- Béres Ferenc-emlékplakett (2001)
- Magyar Örökség díj (2002)[39]
- Pro comitatu Veszprém (2003)
- Kiskunfélegyháza díszpolgára (2003)
- Vonyarcvashegy díszpolgára (2004)
- Balatonfüred díszpolgára (2006)
- Kóta-díj (2007)
- Univ. prof. h. c. (2014, Debreceni Egyetem, tiszteletbeli tanár)
- Aranydiploma (2014, Liszt Ferenc Zeneművészeti Egyetem)